# Жуков Іван Павлович
Іван Павлович Жуков (нар. 1889, село Гоняково Єгор'євської волості Більського повіту Смоленської губернії, тепер Тверської області, Російська Федерація — розстріляний 30 жовтня 1937, місто Москва, тепер Російська Федерація) — радянський державний і партійний діяч, співробітник ЧК, голова Ленінградської обласної Ради народного господарства, начальник Головного управління енергетичної промисловості ВРНГ СРСР, народний комісар місцевої промисловості РРФСР. Член ВЦВК. Член ЦК ВКП(б) у 1925—1937 роках.

## Життєпис
Народився в селянській родині. У 1900 році закінчив Заболотську сільську школу Єгор'євської волості Більського повіту.
У 1900—1901 роках — учень кустаря-столяра в місті Білий Смоленської губернії. У 1901—1907 роках працював помічником із кравецької частини на відхожих промислах в селах Більського повіту Смоленської губернії. У 1907—1908 роках — сезонний робітник на сплаві лісу із Більського повіту до міста Риги. У 1909 році — тесля з ремонту на порцеляновій фабриці Кузнецова в Ризі.
Член РСДРП(б) з травня 1909 року.
У липні 1909 року працював чорноробом на мідноливарному і трубопрокатному заводі Розенкранца в Санкт-Петербурзі. У 1909 році — тесля на ткацькій фабриці товариства шерстяних виробів «Торнтон». У 1910 році — чорнороб, столяр-білодеревник на Шліссельбурзькій ситценабивній фабриці братів Максвелл.
У 1910—1911 роках — рядовий єгерського полку царської армії, демобілізований через хворобу.
У 1912 році працював столяром у кустарних майстернях Санкт-Петербурга. Був одним із організаторів страйку протесту проти Ленського розстрілу. У 1912 році був заарештований, деякий час перебував у в'язниці.
У 1912—1913 роках — робітник фабрики Міжнародного товариства спальних вагонів, робітник Експедиції державних паперів, робітник Шведсько-американської компанії, столяр заводу військово-лікарських і медичних інструментів у Санкт-Петербурзі. У 1913—1914 роках — столяр обробної майстерні магазинів фінських меблів у Санкт-Петербурзі. У 1914—1917 роках — столяр телефонного заводу «Еріксон» у Петрограді.
Навчався півтора року на вечірніх загальноосвітніх курсах, один рік у Лутугинському народному університеті в Санкт-Петербурзі.
У 1914—1916 роках був членом районного комітету РСДРП в Петрограді. У 1916—1917 роках — член Спілки деревообробників у Петрограді.
У 1917—1918 роках — член Петроградської ради і ВЦВК.
До 18 червня 1918 року — голова Верховного революційного трибуналу ВЦВК в Петрограді (1-й склад).
У 1918 році — начальник відділу металів Вищої ради народного господарства (ВРНГ) РРФСР; кандидат у члени Верховного революційного трибуналу при ВЦВК.
До серпня 1918 року — заступник голови Саратовської губернської надзвичайної комісії (ЧК).
9 серпня — жовтень 1918 року — голова Саратовської губернської надзвичайної комісії (ЧК).
У листопаді 1918 — січні 1919 року — завідувач транспортного (залізничного) відділу ВЧК при РНК РРФСР.
У 1919 році — голова Московської окружної транспортної ЧК, член колегії Московської губернської ЧК. З 17 березня 1919 по 1920 рік — член колегії ВЧК РРФСР.
14 червня — 16 вересня 1919 року — голова Саратовської губернської надзвичайної комісії (ЧК).
30 вересня — листопад 1919 року — завідувач транспортного відділу ВЧК при РНК РРФСР.
З лютого 1920 року — заступник начальника Особливого відділу ВЧК Південно-Західного фронту. Був помічником начальника особливих відділів і помічником начальника Всеукраїнської ЧК (ВУЧК) у місті Харкові.
У липні 1921 — травні 1922 року — комісар господарсько-матеріального управління Народного комісаріату шляхів сполучення РРФСР.
У травні 1922 — квітні 1928 року — голова правління Всесоюзного тресту заводів слабкого струму («Електротресту») ВРНГ РРФСР у місті Петрограді (Ленінграді).
У квітні 1928 — квітні 1929 року — голова Ленінградської обласної Ради народного господарства.
У квітні 1929 — січні 1930 року — голова Державного електротехнічного тресту ВРНГ СРСР.
11 грудня 1929 — 17 січня 1932 року — член президії Вищої ради народного господарства (ВРНГ) СРСР.
У січні 1930 — грудні 1931 року — голова правління Всесоюзного електротехнічного об'єднання.
У грудні 1931 — червні 1933 року — начальник Головного управління енергетичної промисловості («Головенергопрому») ВРНГ СРСР (з 1932 року — народного комісаріату важкої промисловості СРСР).
Одночасно в січні 1932 — 11 червня 1933 року — заступник народного комісара важкої промисловості СРСР.
У червні 1933 — вересні 1936 року — заступник народного комісара зв'язку СРСР.
19 жовтня 1936 — червень 1937 року — народний комісар місцевої промисловості Російської РФСР.
21 червня 1937 року заарештований органами НКВС. Засуджений Військовою колегією Верховного суду СРСР 29 жовтня 1937 року до розстрілу, розстріляний наступного дня. Похований на Донському цвинтарі Москви.
14 березня 1956 року реабілітований, 22 березня 1956 року посмертно відновлений у партії.

## Нагороди
- орден Леніна (9.04.1931)